# Clatskanie
Clatskanie (kiejtése: ['klætskᵻnaɪ]) az Amerikai Egyesült Államok északnyugati részén, Oregon állam Columbia megyéjében helyezkedik el. A 2010. évi népszámláláskor 1737 lakosa volt. A város területe 3,08 km², melynek 100%-a szárazföld.

## Történet
Egyes állítások szerint a város 1884-es, alapításkori neve Bryantville volt, habár postahivatala 1871 óta a Clatskanie nevet viseli.
A név a Tlatskani indián szóból származik. Silas B. Smith telepes kutatásai alapján a szó egy helyet jelöl a Nehalem-folyó mentén, melyet a Columbia-folyó felől a Youngs-folyón vagy a Clatskanie-folyón át lehetett megközelíteni. Ugyan az őslakosok nem használtak helyneveket, a később ideköltöző fehérek a környékbeli vizekre ezen a néven hivatkoztak.
A clatskanie egy indián törzs neve is, akik számos betegség (például fekete himlő, malária), háború és vérfertőzés után az 1910-es népszámlálás idejére mindössze 3-an maradtak.
A város mai lakosai között sok a skandináv (főleg finn, norvég és svéd).

## Éghajlat
A térség nyarai melegek (de nem forróak) és szárazak; a havi maximum átlaghőmérséklet 22 °C. A Köppen-skála alapján a város éghajlata meleg nyári mediterrán. A legcsapadékosabb a november–január, a legszárazabb pedig a július–augusztus közötti időszak. A legmelegebb hónap augusztus, a leghidegebb pedig január.
| Hónap                                   | Jan.  | Feb.  | Már. | Ápr. | Máj. | Jún. | Júl. | Aug. | Szep. | Okt. | Nov.  | Dec.  | Év    |
| --------------------------------------- | ----- | ----- | ---- | ---- | ---- | ---- | ---- | ---- | ----- | ---- | ----- | ----- | ----- |
| Rekord max. hőmérséklet (°C)            | 16,0  | 22,0  | 26,0 | 30,0 | 34,0 | 37,0 | 39,0 | 39,0 | 38,0  | 31,0 | 22,0  | 18,0  | 39,0  |
| Átlagos max. hőmérséklet (°C)           | 6,8   | 9,6   | 12,0 | 14,7 | 18,0 | 20,3 | 23,1 | 23,4 | 21,7  | 16,0 | 10,3  | 7,2   | 15,3  |
| Átlaghőmérséklet (°C)                   | 3,6   | 6,5   | 7,3  | 9,4  | 12,4 | 15,0 | 17,3 | 17,6 | 15,8  | 11,2 | 6,7   | 4,3   | 10,6  |
| Átlagos min. hőmérséklet (°C)           | 0,7   | 1,3   | 2,5  | 4,1  | 6,8  | 9,6  | 11,5 | 11,7 | 9,6   | 6,3  | 3,1   | 1,3   | 5,7   |
| Rekord min. hőmérséklet (°C)            | −16,0 | −17,0 | −7,0 | −4,0 | −2,0 | −2,0 | 3,0  | 4,0  | −1,0  | −8,0 | −13,0 | −17,0 | −17,0 |
| Átl. csapadékmennyiség (mm)             | 226   | 170   | 159  | 99   | 65   | 47   | 18   | 25   | 52    | 114  | 218   | 242   | 1435  |
| Forrás: Western Regional Climate Center |       |       |      |      |      |      |      |      |       |      |       |       |       |

## Népesség

### 2010
A 2010-es népszámláláskor a városnak 1737 lakója, 729 háztartása és 469 családja volt. A népsűrűség 563,6 fő/km². A lakóegységek száma 806, sűrűségük 261,5 db/km². A lakosok 92,9%-a fehér, 0,4%-a afroamerikai, 2%-a indián, 0,5%-a ázsiai, 0,1%-a a Csendes-óceáni szigetekről származik, 0,9%-a egyéb-, 3,3% pedig kettő vagy több etnikumú. A spanyol vagy latino származásúak aránya 3,7% (2,6% mexikói, 0,1% Puerto Ricó-i, 1,1% pedig egyéb spanyol/latino származású).
A háztartások 32,4%-ában élt 18 évnél fiatalabb. 46,8% házas, 12,1% egyedülálló nő, 5,5% pedig egyedülálló férfi; 35,7% pedig nem család. 30,9% egyedül élt; 16,3%-uk 65 éves vagy idősebb. Egy háztartásban átlagosan 2,36 személy élt; a családok átlagmérete 2,91 fő.
A medián életkor 38,9 év volt. A város lakóinak 24,8%-a 18 évesnél fiatalabb, 8,6% 18 és 24 év közötti, 22,6%-uk 25 és 44 év közötti, 27,8%-uk 45 és 64 év közötti, 16,1%-uk pedig 65 éves vagy idősebb. A lakosok 47,8%-a férfi, 52,2%-uk pedig nő.

### 2000
A 2000-es népszámláláskor a városnak 1528 lakója, 608 háztartása és 406 családja volt. A népsűrűség 491,6 fő/km². A lakóegységek száma 659, sűrűségük 212 db/km². A lakosok 93,91%-a fehér, 0,07%-a afroamerikai, 1,24%-a indián, 0,65%-a ázsiai, 0,26%-a Csendes-óceáni szigetekről származik, 1,05%-a egyéb-, 2,81%-a pedig kettő vagy több etnikumú. A spanyol vagy latino származásúak aránya 3,34% (1,8% mexikói, 0,2% Puerto Ricó-i, 1,3% pedig egyéb spanyol/latino származású).
A háztartások 35%-ában élt 18 évnél fiatalabb. 51,6% házas, 12,7% egyedülálló nő; 33,1% pedig nem család. 27,8% egyedül élt; 15,3%-uk 65 éves vagy idősebb. Egy háztartásban átlagosan 2,47 személy élt; a családok átlagmérete 3,07 fő.
A város lakóinak 29,6%-a 18 évnél fiatalabb, 7,3%-a 18 és 24 év közötti, 26%-a 25 és 44 év közötti, 21%-a 45 és 64 év közötti, 16%-a pedig 65 éves vagy idősebb. A medián életkor 36 év volt. Minden 18 évnél idősebb 100 nőre 90,5 férfi jut; a 18 évnél idősebb nőknél ez az arány 86,3.
A háztartások medián bevétele 25 833 amerikai dollár, ez az érték családoknál $48 056. A férfiak medián keresete $41 550, míg a nőké $24 286. A város egy főre jutó bevétele (PCI) $16 717. A családok 11,1%-a, a teljes népesség 11,5%-a élt létminimum alatt; a 18 év alattiaknál ez a szám 11,4%, a 65 évnél idősebbeknél pedig 12,1%.

## Oktatás
A városnak három iskolája van (Clatskanie Middle/High School, Clatskanie Elementary School és Piercing Arrow Private School); ebből kettő fenntartója a Clatskanie-i Iskolakerület, a Piercing Arrow Private School pedig magánkézben van.

## Nevezetes személy
- Raymond Carver – író

## Fordítás
Ez a szócikk részben vagy egészben  a   Clatskanie, Oregon című angol Wikipédia-szócikk ezen változatának fordításán alapul.  Az eredeti cikk szerkesztőit annak laptörténete sorolja fel. Ez a jelzés csupán a megfogalmazás eredetét és a szerzői jogokat jelzi, nem szolgál a cikkben szereplő információk forrásmegjelöléseként.